# Oliva todosina
Oliva todosina là một loài ốc biển, là động vật thân mềm chân bụng sống ở biển trong họ Olividae, họ ốc gạo hoa.

## Miêu tả

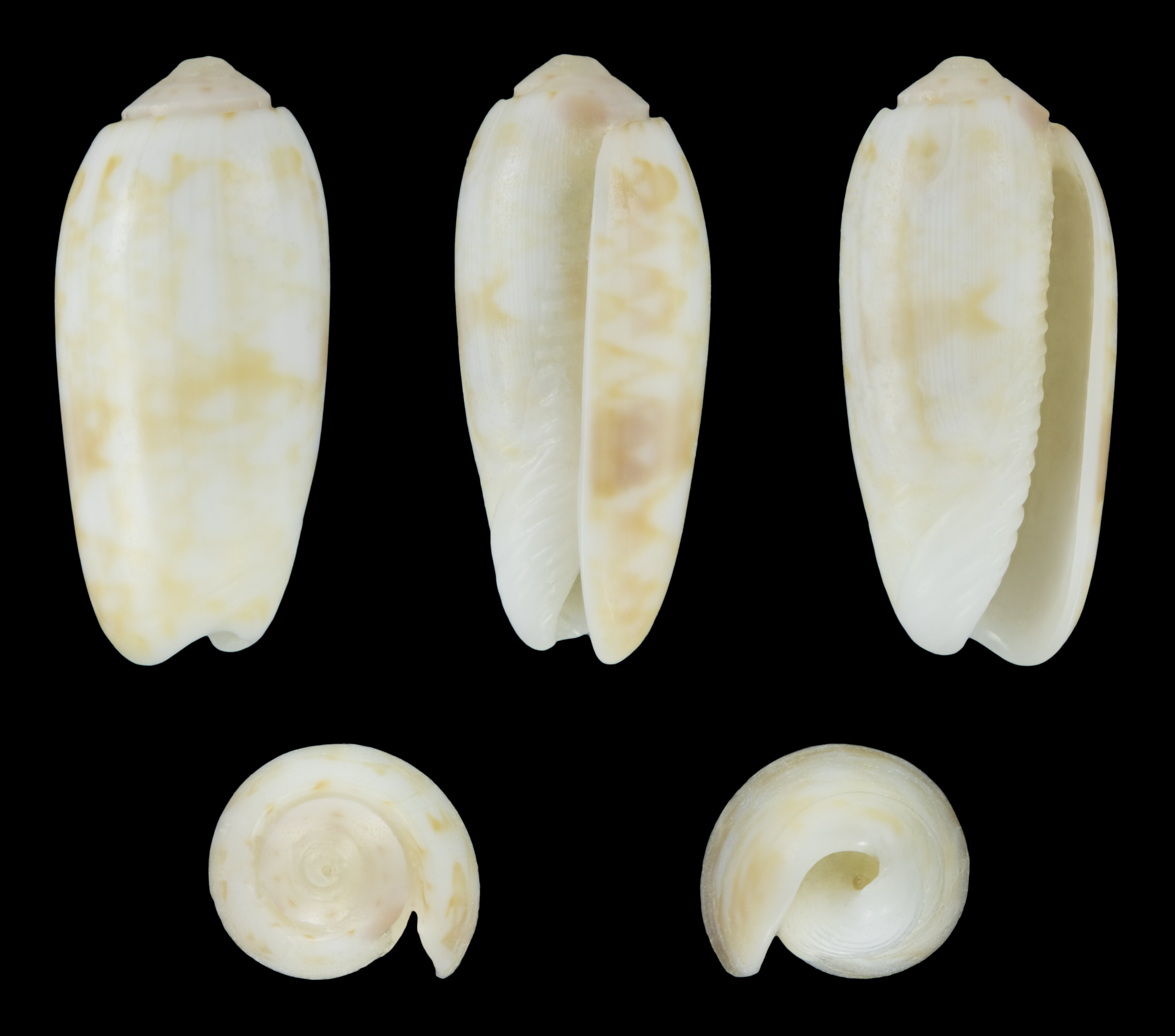
var. lepida